# Syllis
Syllis is een geslacht van borstelwormen uit de familie van de Syllidae.

## Soorten
- Syllis aciculigrossa (San Martín, 1990)
- Syllis adamantea (Treadwell, 1914)
- Syllis albae Álvarez-Campos & Verdes, 2017
- Syllis albanyensis (Hartmann-Schröder, 1984)
- Syllis alosae San Martín, 1992
- Syllis alternata Moore, 1908
- Syllis amica Quatrefages, 1866
- Syllis amicarmillaris Simon, San Martín & Robinson, 2014
- Syllis anoculata (Hartmann-Schröder, 1962)
- Syllis anops Ehlers, 1897
- Syllis antoniae Salcedo Oropeza, San Martín & Solís-Weiss, 2012
- Syllis armillaris (O.F. Müller, 1776)
- Syllis augeneri Haswell, 1920
- Syllis barbata San Martín, 1992
- Syllis bella (Chamberlin, 1919)
- Syllis beneliahuae (Campoy, 1982)
- Syllis benguellana Day, 1963
- Syllis boggemanni San Martín, Álvarez-Campos & Hutchings, 2017
- Syllis botosaneanui (Hartmann-Schröder, 1973)
- Syllis bouvieri Gravier, 1900
- Syllis brasiliensis McIntosh, 1885
- Syllis breviarticulata Grube, 1857
- Syllis brevicirrata McIntosh, 1908
- Syllis brevicirris Hansen, 1882
- Syllis broomensis (Hartmann-Schröder, 1979)
- Syllis bunaa Sedick & Simon, 2019
- Syllis caeca Monro, 1933
- Syllis castroviejoi Capa, San Martín & López, 2001
- Syllis cerina Grube, 1878
- Syllis cirrita Lee & Rho, 1994
- Syllis columbretensis (Campoy, 1982)
- Syllis compacta Gravier, 1900
- Syllis complanata Treadwell, 1901
- Syllis corallicola Verrill, 1900
- Syllis cornuta Rathke, 1843
- Syllis crassicirrata (Treadwell, 1925)
- Syllis cruzi Núñez & San Martín, 1991
- Syllis curticirris Monro, 1937
- Syllis danieli San Martín, 1992
- Syllis deleoni Salcedo Oropeza, San Martín & Solís-Weiss, 2012
- Syllis edensis (Hartmann-Schröder, 1989)
- Syllis elongata (Johnson, 1901)
- Syllis ergeni Çinar, 2005
- Syllis erikae (Hartmann-Schröder, 1981)
- Syllis fasciata Malmgren, 1867
- Syllis ferrani Alós & San Martín, 1987
- Syllis filidentata (Hartmann-Schröder, 1962)
- Syllis garciai (Campoy, 1982)
- Syllis gerlachi (Hartmann-Schröder, 1960)
- Syllis gerundensis (Alós & Campoy, 1981)
- Syllis glandulata Nogueira & San Martín, 2002
- Syllis glarearia (Westheide, 1974)
- Syllis golfonovensis (Hartmann-Schröder, 1962)
- Syllis gracilis Grube, 1840
- Syllis guidae Nogueira & Yunda-Guarin, 2008
- Syllis heterochaeta Moore, 1909
- Syllis hyalina Grube, 1863
- Syllis hyllebergi (Licher, 1999)
- Syllis jaylani Sedick & Simon, 2019
- Syllis joaoi San Martín, Álvarez-Campos & Hutchings, 2017
- Syllis jorgei San Martín & López, 2000
- Syllis kabilica Ben-Eliahu, 1977
- Syllis karlae San Martín, Álvarez-Campos & Hutchings, 2017
- Syllis kas Lucas, Sikorski & San Martín, 2018
- Syllis komodoensis Aguado, San Martín & ten Hove, 2008
- Syllis krohnii Ehlers, 1864
- Syllis lagunae Tovar-Hernández, Hernández-Alcántara & Solís-Weiss, 2008
- Syllis latifrons Grube, 1857
- Syllis licheri Ravara, San Martín & Moreira, 2004
- Syllis limbata Grube, 1880
- Syllis longesegmentata Grube, 1857
- Syllis lunaris (Imajima, 1966)
- Syllis lutea (Hartmann-Schröder, 1960)
- Syllis luteoides (Hartmann-Schröder, 1962)
- Syllis macroceras Grube, 1857
- Syllis macrodentata (Hartmann-Schröder, 1982)
- Syllis magdalena Wesenberg-Lund, 1962
- Syllis magna (Westheide, 1974)
- Syllis magnapalpa (Hartmann-Schröder, 1965)
- Syllis malaquini Ribeiro, Ponz-Segrelles, Helm, Egger & Aguado, 2020
- Syllis marceloi San Martín, Álvarez-Campos & Hutchings, 2017
- Syllis marugani Aguado, San Martín & Nishi, 2006
- Syllis maryae San Martín, 1992
- Syllis mauretanica (Licher, 1999)
- Syllis mayeri Musco & Giangrande, 2005
- Syllis mercedesae Lucas, San Martín & Parapar, 2012
- Syllis mexicana (Rioja, 1960)
- Syllis microoculata (Hartmann-Schröder, 1965)
- Syllis monilaris Savigny in Lamarck, 1818
- Syllis mytilorum Studer, 1889
- Syllis nigra Augener, 1925
- Syllis nigrescens Grube, 1878
- Syllis nigricirris Grube, 1863
- Syllis nigriscens Grube, 1878
- Syllis nigropunctata Haswell, 1886
- Syllis notocera Ehlers, 1905
- Syllis nuchalis (Hartmann-Schröder, 1960)
- Syllis obscura Grube, 1857
- Syllis okadai Fauvel, 1934
- Syllis onkylochaeta Hartmann-Schröder, 1991
- Syllis ortizi San Martín, 1992
- Syllis papillosus (Tovar-Hernández, Granados-Barba & Solís-Weiss, 2002)
- Syllis parapari San Martín & López, 2000
- Syllis parturiens Haswell, 1920
- Syllis pectinans Haswell, 1920
- Syllis picta (Kinberg, 1866)
- Syllis pigmentata (Chamberlin, 1919)
- Syllis pilosa Aguado, San Martín & Nishi, 2008
- Syllis pontxioi San Martín & López, 2000
- Syllis profunda Cognetti, 1955
- Syllis prolifera Krohn, 1852
- Syllis prolixa Ehlers, 1901
- Syllis pseudoarmillaris Nogueira & San Martín, 2002
- Syllis pulvinata (Langerhans, 1881)
- Syllis qamhiyn Lucas Rodríguez, San Martín & Fiege, 2019
- Syllis quadrifasciata Fischli, 1900
- Syllis quaternaria Moore, 1906
- Syllis ramosa McIntosh, 1879
- Syllis riojai (San Martín, 1990)
- Syllis robertianae McIntosh, 1885
- Syllis rosea (Langerhans, 1879)
- Syllis rubicunda Aguado, San Martín & Nishi, 2008
- Syllis rudolphi Delle Chiaje, 1841
- Syllis schulzi (Hartmann-Schröder, 1960)
- Syllis sclerolaema Ehlers, 1901
- Syllis setoensis (Imajima, 1966)
- Syllis sol San Martín, 2004
- Syllis stenura Blanchard in Gay, 1849
- Syllis stewarti Berkeley & Berkeley, 1942
- Syllis tamarae Álvarez-Campos & Verdes, 2017
- Syllis tiedemanni Delle Chiaje, 1841
- Syllis torquata Marion & Bobretzky, 1875
- Syllis tripantu Álvarez-Campos & Verdes, 2017
- Syllis truncata Haswell, 1920
- Syllis tyrrhena (Licher & Kuper, 1998)
- Syllis umbricolor Grube, 1878
- Syllis unzima Simon, San Martín & Robinson, 2014
- Syllis valida Grube, 1857
- Syllis variegata Grube, 1860
- Syllis villenai Aguado, San Martín & ten Hove, 2008
- Syllis violacea Grube, 1869
- Syllis vittata Grube, 1840
- Syllis vivipara Krohn, 1869
- Syllis warrnamboolensis (Hartmann-Schröder, 1987)
- Syllis westheidei San Martín, 1984
- Syllis yallingupensis (Hartmann-Schröder, 1982)
- Syllis ypsiloides Aguado, San Martín & ten Hove, 2008
- Syllis zahri Sedick & Simon, 2019

### Taxon inquirendum
- Syllis caeca (Katzmann, 1973)
- Syllis elongata Day, 1949

### Nomen dubium
- Syllis abyssicola Ehlers, 1874
- Syllis atlantica Cognetti, 1960
- Syllis bacilligera Claparède, 1868
- Syllis biocula (Czerniavsky, 1881)
- Syllis brevicollis Ehlers, 1874
- Syllis brevis Schmarda, 1861
- Syllis californica Kinberg, 1866
- Syllis ciliata Mecznicow, 1865
- Syllis czerniavskyi (Czerniavsky, 1881)
- Syllis diplodonta (Schmarda, 1861)
- Syllis erythropis Grube, 1878
- Syllis eximia Malm, 1874
- Syllis fissipara Krohn, 1852
- Syllis fusicornis Schmarda, 1861
- Syllis incisa (O. Fabricius, 1780)
- Syllis lycochaetus Grube, 1878
- Syllis macroura Schmarda, 1861
- Syllis maculosa Milne Edwards, 1845
- Syllis nepiotoca (Caullery & Mesnil, 1916)
- Syllis oerstedi (Malmgren, 1867)
- Syllis pontica (Czerniavsky, 1881)
- Syllis punctulata Haswell, 1920 => Syllis (Typosyllis) punctulata Haswell, 1920
- Syllis remex Chamberlin, 1919
- Syllis sexoculata Ehlers, 1864
- Syllis singulisetis Grube, 1878
- Syllis solida Grube, 1878
- Syllis violaceoflava Grube, 1878
- Syllis (Typosyllis) filiformis Rullier, 1972
- Syllis (Typosyllis) punctulata Haswell, 1920

### Synoniemen
- Syllis (Ehlersia) Quatrefages, 1865 => Syllis Lamarck, 1818
- Syllis (Ehlersia) hyperioni Dorsey & Phillips, 1987
- Syllis (Ehlersia) aesthetica Saint-Joseph, 1887 => Syllis amica Quatrefages, 1866
- Syllis (Ehlersia) anops Ehlers, 1897 => Syllis anops Ehlers, 1897
- Syllis (Ehlersia) cornuta Rathke, 1843 => Syllis cornuta Rathke, 1843
- Syllis (Ehlersia) exigua Verrill, 1900 => Langerhansia exigua (Verrill, 1900)
- Syllis (Ehlersia) ferrugina (Langerhans, 1881) => Paraehlersia ferrugina (Langerhans, 1881)
- Syllis (Ehlersia) ferruginea (Langerhans, 1881) => Paraehlersia ferrugina (Langerhans, 1881)
- Syllis (Ehlersia) heterochaeta Moore, 1909 => Syllis heterochaeta Moore, 1909
- Syllis (Ehlersia) hyperiona Dorsey & Phillips, 1987 => Syllis (Ehlersia) hyperioni Dorsey & Phillips, 1987
- Syllis (Ehlersia) nitida Verrill, 1900 => Branchiosyllis exilis (Gravier, 1900)
- Syllis (Ehlersia) simplex (Langerhans, 1879) => Syllis amica Quatrefages, 1866
- Syllis (Haplosyllis) Langerhans, 1879 => Haplosyllis Langerhans, 1879
- Syllis (Haplosyllis) aberrans Fauvel, 1939 => Haplosyllides aberrans (Fauvel, 1939)
- Syllis (Haplosyllis) cratericola Buzhinskaya, 1990 => Haplosyllis cratericola (Buzhinskaja, 1990)
- Syllis (Haplosyllis) depressa => [[Haplosyllis depressa Augener, 1913 => Trypanobia depressa (Augener, 1913)
- Syllis (Haplosyllis) djiboutiensis Gravier, 1900 => Haplosyllis djiboutiensis (Gravier, 1900)
- Syllis (Haplosyllis) hamata Claparède, 1868 => Haplosyllis spongicola (Grube, 1855)
- Syllis (Haplosyllis) spongicola Grube, 1855 => Haplosyllis spongicola (Grube, 1855)
- Syllis (Haplosyllis) trifalcata Day, 1960 => Haplosyllis trifalcata (Day, 1960)
- Syllis (Langerhansia) Czerniavsky, 1881 => Syllis Lamarck, 1818
- Syllis (Langerhansia) cornuta Rathke, 1843 => Syllis cornuta Rathke, 1843
- Syllis (Langerhansia) ferrugina (Langerhans, 1881) => Paraehlersia ferrugina (Langerhans, 1881)
- Syllis (Langerhansia) ferruginosa (Langerhans, 1881) => Paraehlersia ferrugina (Langerhans, 1881)
- Syllis (Syllides) Örsted, 1845 => Syllides Örsted, 1845
- Syllis (Syllides) longocirrata Örsted, 1845 => Syllides longocirratus (Örsted, 1845)
- Syllis (Syllis) Lamarck, 1818 => Syllis Lamarck, 1818
- Syllis (Syllis) gracilis Grube, 1840 => Syllis gracilis Grube, 1840
- Syllis (Syllis) longissima Gravier, 1900 => Syllis gracilis Grube, 1840
- Syllis (Typosyllis) Langerhans, 1879 => Syllis Lamarck, 1818
- Syllis (Typosyllis) alternata (Moore, 1908) => Syllis alternata Moore, 1908
- Syllis (Typosyllis) alternosetosa Saint Joseph, 1887 => Syllis armillaris (O.F. Müller, 1776)
- Syllis (Typosyllis) amica Quatrefages, 1866 => Syllis amica Quatrefages, 1866
- Syllis (Typosyllis) annularis Verrill, 1900 => Typosyllis annularis (Verrill, 1900)
- Syllis (Typosyllis) armillaris (O.F. Müller, 1776) => Syllis armillaris (O.F. Müller, 1776)
- Syllis (Typosyllis) attenuata Knox, 1960 => Typosyllis attenuata (Knox, 1960)
- Syllis (Typosyllis) augeneri Haswell, 1920 => Syllis augeneri Haswell, 1920
- Syllis (Typosyllis) bilineata Zachs, 1933 => Typosyllis armillaris bilineata (Zachs, 1933)
- Syllis (Typosyllis) bouvieri Gravier, 1900 => Syllis bouvieri Gravier, 1900
- Syllis (Typosyllis) capensis McIntosh, 1885 => Syllis armillaris (O.F. Müller, 1776)
- Syllis (Typosyllis) catenula Verrill, 1900 => Syllis corallicola Verrill, 1900
- Syllis (Typosyllis) cincinnata Verrill, 1900 => Syllis corallicola Verrill, 1900
- Syllis (Typosyllis) cirropunctata Michel, 1909 => Branchiosyllis cirropunctata (Michel, 1909)
- Syllis (Typosyllis) compacta Gravier, 1900 => Syllis compacta Gravier, 1900
- Syllis (Typosyllis) corallicoides Augener, 1922 => Syllis corallicola Verrill, 1900
- Syllis (Typosyllis) corallicola Verrill, 1900 => Syllis corallicola Verrill, 1900
- Syllis (Typosyllis) corallicoloides Augener, 1922 => Syllis corallicola Verrill, 1900
- Syllis (Typosyllis) cornuta Rathke, 1843 => Syllis cornuta Rathke, 1843
- Syllis (Typosyllis) corruscans (Haswell, 1886) => Megasyllis corruscans (Haswell, 1886)
- Syllis (Typosyllis) coruscans Haswell, 1886 => Megasyllis corruscans (Haswell, 1886)
- Syllis (Typosyllis) decorus Chlebovitsch, 1961 => Typosyllis adamanteus (Treadwell, 1914) => Syllis adamantea (Treadwell, 1914)
- Syllis (Typosyllis) diplomorpha Verrill, 1900 => Typosyllis diplomorpha (Verrill, 1900)
- Syllis (Typosyllis) exilis Gravier, 1900 => Branchiosyllis exilis (Gravier, 1900)
- Syllis (Typosyllis) fasciata Malmgren, 1867 => Syllis fasciata Malmgren, 1867
- Syllis (Typosyllis) fuscosuturata Augener, 1922 => Branchiosyllis exilis (Gravier, 1900)
- Syllis (Typosyllis) gerlachi (Hartmann-Schröder, 1960) => Syllis gerlachi (Hartmann-Schröder, 1960)
- Syllis (Typosyllis) gerundensis (Alós & Campoy, 1981) => Syllis gerundensis (Alós & Campoy, 1981)
- Syllis (Typosyllis) golfonovensis (Hartmann-Schröder, 1962) => Syllis golfonovensis (Hartmann-Schröder, 1962)
- Syllis (Typosyllis) grandigularis Verrill, 1900 => Syllis grandigularis Verrill, 1900 => Branchiosyllis exilis (Gravier, 1900)
- Syllis (Typosyllis) harti (Berkeley & Berkeley, 1938) => Syllis cornuta Rathke, 1843
- Syllis (Typosyllis) hyalina Grube, 1863 => Syllis hyalina Grube, 1863
- Syllis (Typosyllis) krohni Ehlers, 1864 => Syllis krohnii Ehlers, 1864
- Syllis (Typosyllis) krohnii Ehlers, 1864 => Syllis krohnii Ehlers, 1864
- Syllis (Typosyllis) kurilensis Chlebovitsch, 1959 => Typosyllis adamanteus kurilensis (Chlebovitsch, 1959)
- Syllis (Typosyllis) lunaris (Imajima, 1966) => Typosyllis lunaris Imajima, 1966 => Syllis lunaris (Imajima, 1966)
- Syllis (Typosyllis) lunaroides Ben-Eliahu, 1977 => Syllis lutea (Hartmann-Schröder, 1960)
- Syllis (Typosyllis) magnipectinis Storch, 1967 => Typosyllis magnipectinis (Storch, 1967)
- Syllis (Typosyllis) melanopharyngea Augener, 1918 => Syllis hyalina Grube, 1863
- Syllis (Typosyllis) parturiens Haswell, 1920 => Syllis parturiens Haswell, 1920
- Syllis (Typosyllis) pectinans Haswell, 1920 => Syllis pectinans Haswell, 1920
- Syllis (Typosyllis) plessisi Rullier, 1972 => Branchiosyllis exilis (Gravier, 1900)
- Syllis (Typosyllis) prolifera Krohn, 1852 => Syllis prolifera Krohn, 1852
- Syllis (Typosyllis) pulvinata (Langerhans, 1881) => Syllis pulvinata (Langerhans, 1881)
- Syllis (Typosyllis) regulata => Typosyllis (Typosyllis) regulata Imajima, 1966
- Syllis (Typosyllis) safrieli Ben-Eliahu, 1977 => Syllis lutea (Hartmann-Schröder, 1960)
- Syllis (Typosyllis) schulzi (Hartmann-Schröder, 1960) => Syllis schulzi (Hartmann-Schröder, 1960)
- Syllis (Typosyllis) sclerolaema Ehlers, 1901 => Syllis sclerolaema Ehlers, 1901
- Syllis (Typosyllis) stewarti Berkeley & Berkeley, 1942 => Syllis stewarti Berkeley & Berkeley, 1942
- Syllis (Typosyllis) tigrinoides Augener, 1922 => Syllis corallicola Verrill, 1900
- Syllis (Typosyllis) torquata Marion & Bobretzky, 1875 => Syllis torquata Marion & Bobretzky, 1875
- Syllis (Typosyllis) tortugaensis Augener, 1922 => Syllis armillaris (O.F. Müller, 1776)
- Syllis (Typosyllis) tristanensis Day, 1954 => Syllis hyalina Grube, 1863
- Syllis (Typosyllis) truncata Haswell, 1920 => Syllis truncata Haswell, 1920
- Syllis (Typosyllis) uschakovi Chlebovitsch, 1959 => Parasphaerosyllis uschakovi (Chlebovitsch, 1959)
- Syllis (Typosyllis) variegata Grube, 1860 => Syllis variegata Grube, 1860
- Syllis (Typosyllis) verruculosa Augener, 1913 => Branchiosyllis verruculosa (Augener, 1913)
- Syllis (Typosyllis) vittata Grube, 1840 => Syllis vittata Grube, 1840
- Syllis (Typosyllis) vivipara Krohn, 1869 => Syllis vivipara Krohn, 1869
- Syllis (Typosyllis) zonata (Haswell, 1833) => Syllis prolifera Krohn, 1852
- Syllis aesthetica Saint Joseph, 1887 => Syllis amica Quatrefages, 1866
- Syllis alternosetosa Saint Joseph, 1886 => Syllis armillaris (O.F. Müller, 1776)
- Syllis amata Cognetti, 1957 => Haplosyllis spongicola hamata (Claparède, 1868)
- Syllis armandi Claparède, 1864 => Syllis prolifera Krohn, 1852
- Syllis armoricana Claparède, 1863 => Syllis variegata Grube, 1860
- Syllis aurantiaca Claparède, 1868 => Syllis variegata Grube, 1860
- Syllis aurita Claparède, 1864 => Syllis vittata Grube, 1840
- Syllis beneliahui (Campoy, 1982) => Syllis beneliahuae (Campoy, 1982)
- Syllis binocula (Czerniavsky, 1881) => Syllis biocula (Czerniavsky, 1881)
- Syllis borealis Malmgren, 1867 => Syllis hyalina Grube, 1863
- Syllis brachychaeta Schmarda, 1861 => Syllis armillaris (O.F. Müller, 1776)
- Syllis brachycirris Grube, 1857 => Syllis gracilis Grube, 1840
- Syllis brachycola Ehlers, 1897 => Syllis valida Grube, 1857
- Syllis brevicornis Grube, 1863 => Odontosyllis gibba Claparède, 1863
- Syllis brevipennis (Grube, 1863) => Trypanosyllis (Trypanosyllis) coeliaca Claparède, 1868
- Syllis buchholziana Grube, 1877 => Syllis gracilis Grube, 1840
- Syllis buskii McIntosh, 1908 => Syllis vittata Grube, 1840
- Syllis capensis McIntosh, 1885 => Syllis armillaris (O.F. Müller, 1776)
- Syllis catenula Verrill, 1900 => Syllis corallicola Verrill, 1900
- Syllis cincinnata Verrill, 1900 => Syllis (Typosyllis) cincinnata Verrill, 1900 => Syllis corallicola Verrill, 1900
- Syllis cirropunctata Michel, 1909 => Branchiosyllis cirropunctata (Michel, 1909)
- Syllis clavata Claparède, 1863 => Salvatoria clavata (Claparède, 1863)
- Syllis closterobranchia Schmarda, 1861 => Syllis armillaris (O.F. Müller, 1776)
- Syllis corallicoloides Augener, 1922 => Syllis corallicola Verrill, 1900
- Syllis corruscans Haswell, 1886 => Megasyllis corruscans (Haswell, 1886)
- Syllis crassicornis Schmarda, 1861 => Syllis armillaris (O.F. Müller, 1776)
- Syllis cucullata McIntosh, 1908 => Odontosyllis cucullata (McIntosh, 1908)
- Syllis cunninghami McIntosh, 1908 => Syllis amica Quatrefages, 1866
- Syllis danica Quatrefages, 1866 => Syllis armillaris (O.F. Müller, 1776)
- Syllis divaricata Keferstein, 1862 => Nudisyllis divaricata (Keferstein, 1862)
- Syllis edentatus => Syllides edentatus Westheide, 1974
- Syllis exiliformis Imajima, 2003 => Alcyonosyllis exiliformis (Imajima, 2003)
- Syllis exilis Gravier, 1900 => Branchiosyllis exilis (Gravier, 1900)
- Syllis fabricii Malmgren, 1867 => Syllis cornuta Rathke, 1843
- Syllis ferrugina (Langerhans, 1881) => Paraehlersia ferrugina (Langerhans, 1881)
- Syllis ferruginea (Langerhans, 1881) => Paraehlersia ferrugina (Langerhans, 1881)
- Syllis fiumensis Ehlers, 1864 => Syllis prolifera Krohn, 1852
- Syllis flaccida Grube, 1878 => Opisthosyllis flaccida (Grube, 1878)
- Syllis fluminensis Ehlers, 1864 => Syllis prolifera Krohn, 1852
- Syllis fragilis Webster, 1879 => Eusyllis fragilis (Webster, 1879)
- Syllis fulgurans Audouin & Milne Edwards, 1833 => Odontosyllis fulgurans (Audouin & Milne Edwards, 1833)
- Syllis fuscosuturata (Augener, 1922) => Branchiosyllis exilis (Gravier, 1900)
- Syllis garciae (Campoy, 1982) => Syllis garciai (Campoy, 1982)
- Syllis gigantea McIntosh, 1885 => Trypanedenta gigantea (McIntosh, 1885)
- Syllis golfonovoensis (Hartmann-Schröder, 1962) => Syllis golfonovensis (Hartmann-Schröder, 1962)
- Syllis gracilis Schmarda, 1861 => Syllis anops Ehlers, 1897
- Syllis grandigularis Verrill, 1900 => Branchiosyllis exilis (Gravier, 1900)
- Syllis hamata Claparède, 1868 => Haplosyllis spongicola (Grube, 1855)
- Syllis harti Berkeley & Berkeley, 1938 => Typosyllis harti (Berkeley & Berkeley, 1938)
- Syllis hexagonifera Claparède, 1864 => Syllis variegata Grube, 1860
- Syllis hialina Grube, 1863 => Syllis hyalina Grube, 1863
- Syllis inflata Marenzeller, 1879 => Megasyllis inflata (Marenzeller, 1879)
- Syllis jugularis Verrill, 1900 => Syllis corallicola Verrill, 1900
- Syllis kabilika Ben-Eliahu, 1977 => Syllis kabilica Ben-Eliahu, 1977
- Syllis katzmanni (Katzmann, 1973) => Syllis caeca (Katzmann, 1973)
- Syllis kinbergiana Haswell, 1886 => Megasyllis inflata (Marenzeller, 1879)
- Syllis krohni Ehlers, 1864 => Syllis krohnii Ehlers, 1864
- Syllis lineata Schmarda, 1861 => Syllis armillaris (O.F. Müller, 1776)
- Syllis longicirrata Örsted, 1845 => Syllides longocirratus (Örsted, 1845)
- Syllis longifilis Ehlers, 1901 => Syllis prolixa Ehlers, 1901
- Syllis longiseta Gosse, 1855 => Exogone naidina Örsted, 1845
- Syllis longissima Gravier, 1900 => Syllis gracilis Grube, 1840
- Syllis longocirrata Örsted, 1845 => Syllides longocirratus (Örsted, 1845)
- Syllis luguei San Martín, 1984 => Syllis gerlachi (Hartmann-Schröder, 1960)
- Syllis luquei San Martín, 1984 => Syllis gerlachi (Hartmann-Schröder, 1960)
- Syllis lussinensis Grube, 1863 => Syllis prolifera Krohn, 1852
- Syllis macrocola Marenzeller, 1874 => Syllis hyalina Grube, 1863
- Syllis macrophthalma (Johnston, 1840) => Syllis armillaris (O.F. Müller, 1776)
- Syllis mediterranea Ben-Eliahu, 1977 => Syllis pulvinata (Langerhans, 1881)
- Syllis mixtosetosa Bobretzky, 1870 => Syllis gracilis Grube, 1840
- Syllis moniliformis [auct. misspelling] => Syllis monilaris Savigny in Lamarck, 1818
- Syllis multiannulata Aguado, San Martín & Nishi, 2008 => Megasyllis multiannulata (Aguado, San Martín & Nishi, 2008)
- Syllis navicellidens Czerniavsky, 1881 => Syllis gracilis Grube, 1840
- Syllis neglecta Grube, 1869 => Opisthosyllis neglecta (Grube, 1869)
- Syllis nepiotosa (Caullery & Mesnil, 1916) => Syllis nepiotoca (Caullery & Mesnil, 1916)
- Syllis nidarosiensis Bidenkap, 1907 => Syllis nidrosiensis Bidenkap, 1907 => Pionosyllis nidrosiensis (Bidenkap, 1907)
- Syllis nidrosiensis Bidenkap, 1907 => Pionosyllis nidrosiensis (Bidenkap, 1907)
- Syllis nigrans Bobretzky, 1870 => Syllis prolifera Krohn, 1852
- Syllis nigropharyngea Day, 1951 => Syllis vittata Grube, 1840
- Syllis nigrovittata Czerniavsky, 1881 => Syllis gracilis Grube, 1840
- Syllis nigro-vittata Czerniavsky, 1881 => Syllis gracilis]] Grube, 1840
- Syllis normannica Claparède, 1863 => Nudisyllis divaricata (Keferstein, 1862)
- Syllis oblonga Keferstein, 1862 => Syllis variegata Grube, 1860
- Syllis ochracea Marenzeller, 1875 => Syllides fulvus (Marion & Bobretzky, 1875)
- Syllis oligochaeta Bobretzky, 1870 => Haplosyllis spongicola (Grube, 1855)
- Syllis palifica Ehlers, 1901 => Syllis gracilis Grube, 1840
- Syllis pallida Verrill, 1875 => Syllis cornuta Rathke, 1843
- Syllis pellucida Ehlers, 1864 => Syllis hyalina Grube, 1863
- Syllis picta Grube, 1869 => Syllis violacea Grube, 1869
- Syllis polycera Schmarda, 1861 => Odontosyllis polycera (Schmarda, 1861)
- Syllis pulchra Berkeley & Berkeley, 1938 => Syllis pigmentata (Chamberlin, 1919)
- Syllis pulligera Krohn, 1852 => Nudisyllis pulligera (Krohn, 1852)
- Syllis quadridentata Czerniavsky, 1881 => Syllis gracilis Grube, 1840
- Syllis rubra Grube, 1857 => Trypanosyllis zebra (Grube, 1860)
- Syllis rudolphiana Delle Chiaje, 1841 => Schistomeringos rudolphi (Delle Chiaje, 1828)
- Syllis sardai San Martín, 1992 => Syllis variegata Grube, 1860
- Syllis scabra Ehlers, 1864 => Xenosyllis scabra (Ehlers, 1864)
- Syllis schmardiana Haswell, 1886 => Syllis variegata Grube, 1860
- Syllis setubalensis McIntosh, 1885 => Haplosyllis spongicola (Grube, 1855)
- Syllis simillima Claparède, 1864 => Syllis hyalina Grube, 1863
- Syllis spenceri Berkeley & Berkeley, 1938 => Typosyllis adamanteus (Treadwell, 1914)
- Syllis spongicola Grube, 1855 => Haplosyllis spongicola (Grube, 1855)
- Syllis spongiphila Verrill, 1885 => Haplosyllis spongiphila (Verrill, 1885)
- Syllis streptocephala Grube, 1857 => Haplosyllis streptocephala (Grube, 1857)
- Syllis syllisformis (Schmarda, 1861) => Syllis armillaris (O.F. Müller, 1776)
- Syllis taeniaeformis Haswell, 1886 => Trypanosyllis (Trypanedenta) taeniaformis (Haswell, 1886)
- Syllis tigrina Rathke, 1843 => Syllis armillaris (O.F. Müller, 1776)
- Syllis tortugaensis (Augener, 1922) => Syllis armillaris (O.F. Müller, 1776)
- Syllis tristanensis Day, 1954 => Syllis hyalina Grube, 1863
- Syllis truncata-criptica Ben-Eliahu, 1977 => Syllis gerlachi (Hartmann-Schröder, 1960)
- Syllis truncata-cryptica Ben-Eliahu, 1977 => Syllis gerlachi (Hartmann-Schröder, 1960)
- Syllis tubifex Gosse, 1855 => Eusyllis tubifex (Gosse, 1855)
- Syllis uncinigera Grube, 1878 => Haplosyllis uncinigera (Grube, 1878)
- Syllis vancaurica Grube, 1867 => Syllis gracilis Grube, 1840
- Syllis varlegata Grube, 1860 => Syllis variegata Grube, 1860
- Syllis velox Bobretzky, 1870 => Syllis hyalina Grube, 1863
- Syllis zebra Grube, 1860 => Trypanosyllis zebra (Grube, 1860)
- Syllis zonata (Haswell, 1833) => Syllis prolifera Krohn, 1852